# Ebendorf (Barleben)
Ebendorf – część (Ortsteil) gminy Barleben, w środkowych Niemczech, w kraju związkowym Saksonia-Anhalt, w powiecie Börde, nad rzeką Kleine Sülze. W 2014 roku liczyła 2096 mieszkańców.